# Bolero (glazbeni sastav)
Bolero je bosanskohercegovačka rock skupina iz Sarajeva.

## Povijest
Djeluje od 1982. godine. Nazvala se prema istoimenom slavnom djelu francuskog skladatelja Mauricea Ravela, koje je u Sarajevu dodatno proslavila zlatna slavna izvedba para umjetničkih klizača (Jayne Torvill i Christophera Deana na ZOI 1984. u Sarajevu. 
Premda je skupina djelovala svega nekoliko godina, u tom su razdoblju objavili dva studijska albuma koji su imali dobru prođu kod slušateljstva. Pjesme kao što su: Galebovi, Dajana, Sjećanja, Misli na mene, Na kraju slavlja, Jelena, O Jesenjinu, Krčmarska Moskva ili Pismo majci još uvijek su rado slušane pjesme.

## Skupina

### Članovi
Vođa i osnivač sastava je Miroslav Mišo Bartulica, rodom iz Livna. Pored Bartulice, pomoćnog vokala, gitarista i tekstopisca, skupinu su činili Mile Anđelić kao vokal, Mustafa Čizmić kao basist, Zoran Grabovac kao bubnjar i Nedžad Hadžić kao klavijaturist. Hadžića je privremeno, zbog odlaska u vojsku, zamijenio Dino Olovčić iste 1985. godine. Zanimljiv je i podatak da je na audicijama za vokala sudjelovao i Mladen Vojičić Tifa, koji je poslije postao vokal megapopularnog Bijelog dugmeta.

### 1985. – 1989.
Sastav je djelovao kratko. Osnovani su 1982. i prošle su tri godine vježbanja do početka pravog djelovanja. Od 1985. do 1989. godine izdali su dva albuma, Na kraju slavlja 1986. godine i O Jesenjinu 1988. godine. Naslov drugog nosača pokazuje Bartuličina uzora, legendarnoga ruskog pjesnika, čiji su dijelovi nekih pjesama čuju se i u pjesmama samog Bolera. Prvi je album prodan u oko 150.000 primjeraka. Album je dvaput izdavan. Iako je u javnost izašao studenoga 1986., predstavljen je tek travnja i svibnja 1987. godine. Drugi album je bio tiraže od 100.000 primjeraka, a odlikuju ga melankolija i sjeta. Na ovaj album veliki utjecaj imao je Jesenjin. Na albumu je gostovao i legendarni glumac Rade Šerbedžija koji se, nakon razgovora s Bartulicom i upoznavanjem s gradivom, oduševio i odmah pristao sudjelovati u stvaranju albuma. Vjerojatno najpoznatija pjesma na albumu je "Jelena", a album je predstavljen velikim koncertom pred sarajevskom Katedralom.
1989. godine, pred raspad Jugoslavije, sastav se razišao, a članovi su završili na svim stranama svijeta.

### Nakon prekida rada
Nakon razlaza, članovi skupine rasuli su se po svijetu, a Bartulica je u Livnu, gdje je uradio kantautorski album nazvan "Ludnik". 2006. godine članovi grupe su u Splitu snimili pjesmu "Bosna u basni" i pokušali pokrenuti rad skupine, ali to je propalo.

### Ponovno okupljanje
2010. godine aktivirana je ideja o ponovnom okupljanju i odlučeno je da se skupina zove Grupa.Bolero-reunion. 2011. godine izašao je singl "Dispertango" koji je trebao najaviti povratak skupine, no, kao i 2006. godine, bez uspjeha. Članovi grupe će i dalje pokušavati vratiti se na pozornicu, ali nažalost, bez bubnjara Grabovca, koji je preminuo početkom 2013. godine.
Ljeta 2013. godine sastav je održao dva koncerta i time označio povratak na pozornicu. Koncerti su održani u Livnu i Sarajevu. Sastav grupe se poprilično promijenio. Od početne postave ostali su samo Bartulica i Čizmić (u ovoj postavi kao vokal), a sastavu su se pridružili Vedran Kalinić, Damir Sinanović i Dino Olovčić.

### Povratak
Dana 2. prosinca 2016. humanitarnim koncertom u Skenderiji grupa ponovo vraća stari naziv grupa "Bolero" bez dodatka "reunion" i nastupa iznenada s novim pjevačem, Antonijem (Tony) Popovićem. Mišo Bartulica je najavio novi album s Tonyjem koji će, po tvrdnji fanova i kritike,[nedostaje izvor] odlično zvučati s novim vokalom.

## Članovi grupe

### Trenutni članovi
- Miroslav Mišo Bartulica (gitara, pomoćni vokal, tekstopisac)
- Antonio Popović - Tony (vokal)
- Vedran Kalinić (basist)
- Damir Sinanović Bumbar (bubanj)
- Dino Olovčić (klavijature)

### Bivši članovi
- Mile Anđelić (vokal)
- Zoran Grabovac (bubanj)
- Nedžad Hadžić (klavijature)
- Mustafa Čizmić Čizma (vokal)

## Diskografija

### Studijski albumi
1. Na kraju slavlja (1986.)
2. O Jesenjinu (1988.)

### Singlovi
1. Bosna u basni (2006.)
2. Dispertango (2011.)

## Vanjske poveznice
- Službene stranice
- Bolero Reunion na Facebooku
- Discogs (eng.)